# 伊利 (科罗拉多州)
伊利（英語：Erie），是美国科罗拉多州博尔德县和韦尔德县下属的一座城市。建市于1885年11月15日，面积大约为17.307平方英里（44.825平方公里）。根据2010年美国人口普查，该市有人口18,135人。2011年估计该市有人口18,505人，相比2010年人口增长率为2.04%。同时，论人口该市是科罗拉多州第32大城市。